# ムッシュ!
『ムッシュ!』は、2013年4月17日から6月19日まで、中部日本放送（CBC）で放送されていたテレビドラマ。
レストラン「rapport （ラポール）」を舞台に、凄腕のさすらいシェフが料理でお客の人生やレストランを変えていく姿を描くシットコム。
KEIJI（EXILE）の、地上波連続ドラマ初主演作品である。
舞台となるレストラン「ラポール」のオープンロケセットは、三軒茶屋にある空き店舗を実際に借りて作られ、同時に番組連動企画の本物のレストランとして一般開放営業されるという、メディアミックス戦略が執られた。

## あらすじ
かつては多くのお客で賑わっていたレストラン「rapport」は先代シェフが亡くなってから経営は悪化。新オーナーになった息子は妹とアシスタントシェフ、ウェイター（兼皿洗い）の四人で悪戦苦闘するが、料理を習っておらず店は閑古鳥が鳴き、借金取りが毎日のように押しかける状況に。そこに、パリからムッシュ・伊達が現れ騒動が巻き起こる。

## 登場人物

### 主要人物
伊達英雄
演 - KEIJI（EXILE）
“ムッシュ”の称号を持つパリ帰りのさすらいの凄腕シェフ。亡くなった先代シェフに声を掛けられてレストランrapportの厨房に立つことになる。
馬場雅弥
演 - 町田啓太（劇団EXILE）
レストランrapportの先代オーナーの息子。伊達と対立する。
馬場峰子
演 - 坂田梨香子
レストランrapportの先代オーナーの娘。シェフとして一流の腕を持つ伊達を尊敬している。
犬山恒吉
演 - 春川恭亮（劇団EXILE）
レストランrapportのアシスタントシェフ。伊達のことを信用していない。峰子に恋心を抱いている。
鶏原誠一郎
演 – 磯村洋祐（元・劇団EXILE）
レストランrapportのウェイター兼皿洗い。伊達に疑いの目を向ける。
金園俊男
演 - 阿南健治
借金の取立て屋。経営が悪化したレストランrapportから金を回収しようとする。

### ゲスト
大林恵美
演 - 小林恵美（第3話）
本職は俳優だが、現在はレストランの紹介をおこなうグルメ情報番組のレポーター。
山内権三
演 - 大石吾朗（第5話）
rapportに有機野菜を卸している山内農園のオーナー。
山内歩美
演 - ICONIQ（第5話）
山内権三の娘、山内農園を手伝っている。
藤堂猛
演-近江谷太朗（第6話）
金園俊男の金主。
大前怜治
演 - 西岡徳馬（第7話）
犬山がrapportのオーナーだと思っている、犬山が高校時代にボクシング部でお世話になった恩師(現在は交通整理人）。
鶏原佳寿子
演 - かとうかず子（第8話）
鶏原の母親。資産家。
大浦
演 - 大浜直樹（第9話）
金園が働く金貸し屋の社長。
大崎
演 - 奥田達士（第10話）
パリの三ツ星店からムッシュ・伊達のスカウトに来た使者。
Ami
演 - Ami（Dream）（第10話）
金園のボスのお嬢さん（という役をするバイトを金園から駅前でもちかけられた）。

## スタッフ
- 脚本 - 大浜直樹、田中洋史、宮本陽介、きたむらけんじ、嶋田うれ葉、大塩哲史、椎名まさし、竹重洋平
- 演出 - 大浜直樹、竹村謙太郎、堀英樹、大内舞子
- レストランプロデュース - 兼元知大（C2S）
- 音楽 - Jin Nakamura
- サウンドデザイン - 石井和之
- 主題歌 - Dream 「MY DAY, ONE WAY」（rhythm zone）[2]
- 技術協力 - 東通
- 美術協力 - アックス
- 店舗施工 - テンポリノベーション
- チーフプロデューサー - 安部正実（CBC）
- プロデュース - 橘康仁（ドリマックス）
- アソシエイト・プロデューサー - 穀田正仁（エイベックス・エンタテインメント）、菅野和佳奈（エイベックス・エンタテインメント）、清水洋一（LDH）
- 制作プロダクション - ドリマックス・テレビジョン
- 制作 - 「ムッシュ！」製作委員会（CBC、エイベックス、LDH、ドリマックス）

## 放送日程
| 放送回 | 放送日（CBC） | サブタイトル                 | 脚本           | 監督 |
| ------ | ------------- | ---------------------------- | -------------- | ---- |
| 第1話  | 4月17日       | パリ帰りの料理バカ           | 大浜直樹       |      |
| 第2話  | 4月24日       | メインシェフ対決             | 田中洋史       |      |
| 第3話  | 5月1日        | TV取材で大騒動！             | 宮本陽介       |      |
| 第4話  | 5月8日        | ムッシュのプロポーズ大作戦？ | きたむらけんじ |      |
| 第5話  | 5月15日       | ラポールより愛をこめて       | 佐東みどり     |      |
| 第6話  | 5月22日       | カネかしとカネもち           |                |      |
| 第7話  | 5月29日       | オーマエ☆ゴッド              | 嶋田うれ葉     |      |
| 第8話  | 6月5日        | シェフのタマゴ               | 大塩哲史       |      |
| 第9話  | 6月12日       | ラポール最大の危機！？       | 椎名まさし     |      |
| 第10話 | 6月19日       | ブレーメンの料理隊           |                |      |

## 放送局
| 放送地域   | 放送局                | 系列    | 放送日時                  | 放送期間                | 遅れ         |
| ---------- | --------------------- | ------- | ------------------------- | ----------------------- | ------------ |
| 中京広域圏 | 中部日本放送（CBC）   | TBS系列 | 毎週水曜 23:58 - 24:28    | 2013年4月17日 - 6月19日 | 制作局       |
| 関東広域圏 | TBSテレビ（TBS）      | TBS系列 | 毎週月曜 26:42 - 27:12    | 2013年4月22日 - 6月24日 | 5日遅れ      |
| 北海道     | 北海道放送（HBC）     | TBS系列 | 毎週日曜 24:56 - 25:26    | 2013年4月21日 - 6月23日 | 4日遅れ      |
| 岩手県     | IBC岩手放送（IBC）    | TBS系列 | 毎週火曜 24:58 - 25:28    | 2013年4月23日 - 6月25日 | 6日遅れ      |
| 宮城県     | 東北放送（TBC）       | TBS系列 | 毎週火曜 25:50 - 26:20    | 2013年6月25日 - 9月3日  | 62日遅れ     |
| 福島県     | テレビユー福島（TUF） | TBS系列 | 毎週月曜 24:28 - 25:28    | 2013年4月22日 - 6月24日 | 6日遅れ      |
| 長野県     | 信越放送（SBC）       | TBS系列 | 毎週火曜 24:58 - 25:28    | 2013年4月30日 - 7月2日  | 13日遅れ     |
| 広島県     | 中国放送（RCC）       | TBS系列 | 毎週日曜 24:50 - 25:20    | 2013年5月5日 - 7月7日   | 18日遅れ     |
| 山口県     | テレビ山口（TYS）     | TBS系列 | 毎週金曜 24:58 - 25:28    | 2013年4月26日 - 6月29日 | 10日遅れ     |
| 愛媛県     | あいテレビ（ITV）     | TBS系列 | 毎週水曜 25:18 - 25:48    | 2013年4月17日 - 6月19日 | 同日         |
| 大分県     | 大分放送（OBS）       | TBS系列 | 毎週日曜 24:50 - 25:20    | 2014年8月24日 -         | 1年4ヶ月遅れ |
| 宮崎県     | 宮崎放送（MRT）       | TBS系列 | 毎週月曜 25:05 - 25:35    | 2013年5月6日 - 7月8日   | 19日遅れ     |
| 鹿児島県   | 南日本放送（MBC）     | TBS系列 | 月曜 – 金曜 14:00 - 14:30 | 2013年7月26日 - 8月8日  |              |

## 舞台版
2013年10月31日～11月9日にAiiA THEATER TOKYOで舞台版『ムッシュ!』が上演された。テレビドラマ版のレギュラーキャストに加え、山下健二郎と岩田剛典（共に三代目 J Soul Brothers from EXILE TRIBE）も出演した。
キャスト
- KEIJI
- 町田啓太
- 坂田梨香子
- 春川恭亮
- 佐藤大樹
- 山下健二郎
- 岩田剛典
- 八木将康
- 鈴木理学
- 雑賀克郎
- 山田古馬
- 登守英生
- 三田村賢二
- 福島まり子
- 尾畑美依奈
- 神農直隆(映像出演)
- 西牟田恵
- 阿南健治

データ
- 日程：2013年10月31日（木曜日） - 11月9日（土曜日）
- 会場：AiiA THEATER TOKYO
- 作・演出：大浜直樹
- 主催：LDH、ネルケプランニング

## 書籍
- EXILE KEIJI『ムッシュ!』レシピ50（2013年6月7日、主婦と生活社）ISBN 978-4391143690